# Crossplot
Crossplot is een thriller met in de hoofdrol Roger Moore. Het is de eerste film die hij maakte na het einde van The Saint in 1969.

## Verhaal
De succesvolle marketing executive Gary Fenn (Roger Moore) uit Londen begint een zoektocht naar de mysterieuze Hongaarse Jo Grinling (Martha Hyer), die hij graag wil gebruiken voor een nieuwe reclamecampagne. Fenn weet echter niet dat Jo op de hoogte is van een moordcomplot op een Afrikaans staatshoofd. Ze wordt opgejaagd door een paar gevaarlijke huurmoordenaars. Fenn raakt onbedoeld betrokken bij een uitgebreid internationaal spionagenetwerk.

## Rolverdeling
| Acteur           | Personage            |
| ---------------- | -------------------- |
| Roger Moore      | Gary Fenn            |
| Martha Hyer      | Jo Grinling          |
| Alexis Kanner    | Tarquin              |
| Claudie Lange    | Marla Kugash         |
| Derek Francis    | Sir Charles Moberley |
| Ursula Howells   | Maggi Thwaites       |
| Bernard Lee      | Chilmore             |
| Francis Matthews | Ruddock              |
| Dudley Sutton    | Warren               |
| Mona Bruce       | Myrna                |
| Norman Eshley    | Athol                |